# Ceracris
Ceracris is een geslacht van rechtvleugeligen uit de familie veldsprinkhanen (Acrididae). De wetenschappelijke naam van dit geslacht is voor het eerst geldig gepubliceerd in 1870 door Walker.

## Soorten
Het geslacht Ceracris omvat de volgende soorten:
- Ceracris chuannanensis Ou, Zheng & Chen, 1995
- Ceracris deflorata Brunner von Wattenwyl, 1893
- Ceracris fasciata Brunner von Wattenwyl, 1893
- Ceracris hainanensis Liu & Li, 1995
- Ceracris hoffmanni Uvarov, 1931
- Ceracris jiangxiensis Wang, 1992
- Ceracris kiangsu Tsai, 1929
- Ceracris nigricornis Walker, 1870
- Ceracris striata Uvarov, 1925
- Ceracris szemaoensis Zheng, 1977
- Ceracris versicolor Brunner von Wattenwyl, 1893
- Ceracris xizangensis Liu, 1981